# Целофан

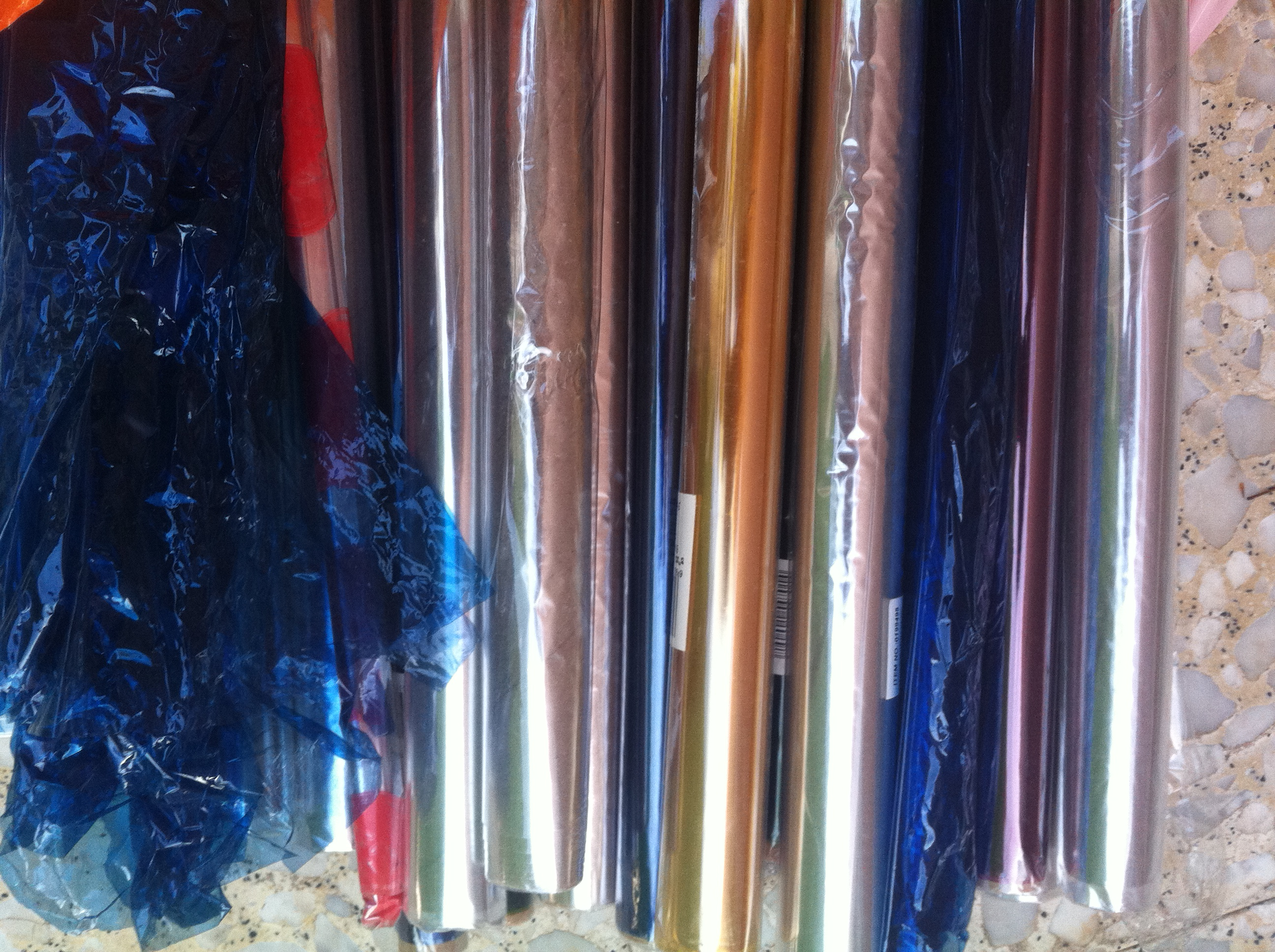
Целофанова плівка

Целофа́н (від «целюлоза» і грец. φᾱνός — «світлий») — прозорий жиростійкий плівковий матеріал, отриманий із віскози.

## Історія
Целофан винайшов Жак Едвін Бранденбергер, швейцарський текстильний інженер, між 1908 і 1911 роками. Він мав намір створити вологонепроникне покриття для скатертин, яке б рятувало їх від плям. У ході експериментів він покрив тканину рідкою віскозою, проте отриманий у результаті матеріал виявився надто жорстким для використання його як скатертини. Однак покриття добре відмежовувалося від тканинної основи, і Бранденбергер збагнув, що цей матеріал знайде інше застосування. Він сконструював машину, яка виробляла листи віскози. У 1913-му у Франції почали промислово виробляти целофан. Після деяких доробок целофан став першим у світі відносно стійким до води гнучким пакуванням.
Після розробки нових видів полімерних матеріалів у 1950-их роках роль целофану істотно знизилася — його практично повністю витіснили поліетилен, поліпропілен і лавсан.

## Отримання

Целюлоза взаємодіє з лугом та сірковуглецем утворюючи віскозу.

Целофан отримують з розчину ксантогенату целюлози або омиленні ацетилцелюлозної плівки.
Отримання з розчину ксантогенату целюлози (віскози): Спочатку целюлозу довгий час витримують в концентрованому розчині гідроксиду натрію (NaOH) для утворення алкоголяту (лужної целюлози). Після цього лужна целюлоза реагує зі сірковуглецем, утворюючи розчинний у воді ксантогенат целюлози. В'язкий (лат. viscosus) розчин ксантогенату целюлози (ксантогенат целюлози має назву «віскоза») видавлюється через фільєри в ванну з розведеною сульфатною кислотою, де регенерується вихідна целюлоза (так звана гідратцелюлоза), і, залежно від фільєри, отримують матеріал у вигляді волокон (віскоза) або прозорих плівок (целофан). Для пластифікації плівки, до неї додають майже 30 % гліцерину. Через це плівка целофану має солодкий присмак.
Сировиною для одержання целюлози служить деревина.
Запах целофанової плівки пов'язаний з присутністю в матеріалі летких з'єднань сірки, джерелом яких може бути залишений в плівках ксантогенат целюлози. Причиною запаху є недостатнє промивання целофану від продуктів, супутніх при процесі його отримання: сірководню, метилмеркаптану, заміщених сульфідів, наявність яких виявляється по запаху при концентрації порядку десятих доль мкг/л.
Ксантогенат целюлози — віскозу у 1985 р. було вироблено в обсязі близько 3,2 млн т.

## Як розрізняти целофан, лавсан і поліетилен
Целофан має високу паро- і вологопроникність, високу стійкість до дії жирів, содових розчинів і розведених розчинів сірчаної кислоти.

## Застосування
Целофан є найдешевшим плівковим пакувальним матеріалом, стійким до дії високих і низьких температур, жирів, є екологічно безпечним, однак целофанова плівка дуже чутлива до вологи. Перебуваючи у воді, целофан протягом доби, збільшує свою масу вдвічі. Ламітен (целофан із поліетиленовим покриттям) — запобігає зволоженню упакованих виробів за 88%-ї відносної вологості повітря, захищає целофанову плівку від дії кисню, проте не захищає від впливу світла. Для покращення пакувальних властивостей целофану його лакують, через що усмоктування води до 24 год становить >>0,01 мас. %.

## Екологічність
Целофан є екологічно безпечним.